# 別れの街
「別れの街」（わかれのまち）は、1989年9月1日に発売された鈴木雅之通算7作目のシングル。

## 解説
「別れの街」は、小田和正にとって、ソロ活動後初となるプロデュース作品。フジテレビ系ドラマ『LUCKY! 天使、都へ行く』の挿入歌及び、三貴『銀座ジュエリーマキ』CMソングとして使用された。
サード・アルバム『Dear Tears』から1枚目のリカット・シングルで、ベスト・アルバム『MARTINI』にも収録。
タイトル・トラックのカラオケ・ヴァージョンが、『MARTINI』と同日発売のオリジナル・カラオケ・アルバム『MARTINI Instrumental Collection』に収録された。
カップリングはアルバム未収録。

## 収録曲
1. 別れの街  –  （4:40）[1]
  - 作詞・作曲・編曲：小田和正
2. You're my girl  –  （4:22）[1]
  - 作詞：西尾佐栄子　作曲：鈴木雅之　編曲：清水信之

## リリース日一覧
| 地域 | 発売日                        | リリース                | 規格                   | 品番       | 備考                               |
| ---- | ----------------------------- | ----------------------- | ---------------------- | ---------- | ---------------------------------- |
| 日本 | 1989年9月1日                  | EPIC/SONY               | 8cmCDシングル          | 10·8H-3140 |                                    |
| 日本 | - 2013年7月2日 - 2014年4月1日 | Epic Records Japan Inc. | デジタル・ダウンロード | -          | 通常音質（全2曲：AAC 128/320kbps） |

## カバー
別れの街
- キャンティ・ラウ（中国語: 劉錫明） - 香港の歌手・俳優。1993年のアルバム『Moshi Moshi Moshi』に収録。歌詞は広東語でタイトルは「必須愛你」。